# Aimer
Aimer (エメ Eme, [eme]) là một ca sĩ nhạc Pop và người viết lời bài hát người Nhật ký hợp đồng với Sony Music Entertainment Records và quản lý bởi FOURseam. Nghệ danh của cô ấy xuất phát từ một động từ trong tiếng Pháp có nghĩa là "yêu".

## Sự nghiệp
Aimer đã hợp tác với nhóm "Agehasprings", nhóm đã sản xuất hoặc cung cấp nhạc cho nhiều nghệ sĩ, gồm Yuki, Nakashima Mika, Flumpool, Superfly, Yuzu, and Genki Rockets. Năm 2011, sự nghiệp âm nhạc của cô bắt đầu vững chắc. Trong tháng 5 năm 2011, họ cho ra ý tưởng về album Your favorite things. Nhóm đã cover nhiều tác phẩm thịnh hành, bao gồm những tác phẩm trong nhiều thể loại như Jazz và nhạc đồng quê phương Tây. Bản cover số 1 là dựa trên "Poker Face" của Lady Gaga, và là bài hát đầu tiên xuất hiện trên bảng xếp hạng trong danh mục nhạc Jazz trên iTunes Store. Album đạt vị trí thứ 2.
Vào ngày 7 tháng 9 năm 2011, cô ra mắt Defstar Records, với bài hát "Rokutousei no Yoru", nó đã được Fuji TV chọn làm ca khúc kết thúc của bộ anime năm 2011 No. 6. "Rokutousei no Yoru" đánh dấu thứ hạng cao nhất của nó ở hạng 9 trên bảng xếp hạng Rekochoku. Đĩa đơn thứ hai ra mắt vào ngày 14 tháng 12 năm 2011. "Re:pray/ Sabishikute Nemurenai Yoru wa" đạt vị trí thứ nhất trên bảng xếp hạng của trang tải nhạc "Mora". Bài hát "Re:pray" được chọn là bài hát kết thúc thứ 29 của anime Bleach. Đĩa đơn bao gồm bản cover "Poker Face" của Lady Gaga. Bài hát trước đó được xuất hiện trong Your Favorite Things của Aimer, một album được ra đời trong thời kì indie của cô.
Vào ngày 22 tháng 2 năm 2012, cô phát hành đĩa đơn thứ ba, "Yuki no Furumachi/Fuyu no Diamond", với chủ đề "mùa đông" trong tất cả các bài hát. Vào ngày 11 tháng 5 năm 2012, Aimer cho ra một đĩa đơn kĩ thuật số "Hoshikuzu Venus". Đĩa đơn này được dự định trở thành ca khúc chủ đề và nhạc nền trong drama của Sasaki Nozomi, Koi nante Zeitaku ga Watashi ni Ochite Kuru no daro ka?. Bộ drama này được phát sóng vào 16 tháng 4 năm 2012. Ngày 15 tháng 8, Aimer phát hành đĩa đơn thứ tư, "Anata ni Deawanakereba: Kasetsu Toka / Hoshikuzu Venus", bao gồm bản cover "Breaking Up Is Hard To Do" của Neil Sedaka. Bài hát đầu tiên trong đĩa đơn "Anata ni Deawanakereba: Kasetsu Toka" là bài hát kết thúc trong bộ anime Natsuyuki Rendezvous của Fuji TV.
Vào ngày 20 tháng 3 năm 2013, Aimer cho ra đĩa đơn "RE:I AM", được dùng làm bài hát kết thúc của tập kề cuối bộ anime Mobile Suit Gundam Unicorn. Theo một phỏng vấn, tựa đề bài hát "là một phép đảo chữ của tên cô (Aimer), và có ý nghĩa của việc tách các con chữ ra và tạo thành một từ khác." Đĩa đơn thứ 8 của Aimer, "Brave Shine", góp mặt trong ca khúc mở đầu của anime Fate/stay night: Unlimited Blade Works, được phát hành vào 3 tháng 6 năm 2015. Một bài hát khác, "LAST STARDUST", cũng được đề cử cho ca khúc mở đầu và đã được xuất hiện trong tập 20.
-Năm 2019, cô cho ra mắt album 'Penny Rain' với các ca khúc nổi bật như hana no uta, Ref:rain, sailing,...
-Năm 2021, album Walpurgis của cô thành công nhờ quảng bá ca khúc chủ đề tiêu biểu như: kiro, haruhayuku, cold rain
-Album Deep Down ra mắt vào năm 2022 với ảnh bìa album visual của cô nổi bật với các bài hát như: Oaiko, wavy flow,...
-Trong đầu tháng 7, cô sắp ra Single mới 'Open a door'

## Danh sách đĩa nhạc

### Albums
- Sleepless Nights (ngày 3 tháng 10 năm 2012)
- Midnight Sun (ngày 25 tháng 6 năm 2014)
- DAWN (ngày 29 tháng 7 năm 2015)
- Daydream (ngày 21 tháng 9 năm 2016)
- Sun Dance (ngày 10 tháng 4 năm 2019)
- Penny Rain (ngày 10 tháng 4 năm 2019)

### Mini albums
- After Dark (ngày 20 tháng 11 năm 2013)
- Dare ka, Umi wo.（誰か、海を。）(ngày 3 tháng 9 năm 2014)

### Cover albums
- Your Favorite Things (ngày 11 tháng 5 năm 2011)
- Bitter & Sweet (ngày 12 tháng 12 năm 2012)

### Đĩa đơn
- "Rokutosei no Yoru" / "Kanashimi wa Aurora ni" / "Twinkle Twinkle Little Star" (六等星の夜 / 悲しみはオーロラに?) (六等星の夜 / 悲しみはオーロラに?) (ngày 7 tháng 9 năm 2011)
- "Re:pray" / "Sabishikute Nemurenai Yoru wa" (寂しくて眠れない夜は?) (寂しくて眠れない夜は?) (ngày 14 tháng 12 năm 2011)
- "Yuki no Furumachi" / "Fuyu no Diamond" (雪の降る街 / 冬のダイヤモンド?) (雪の降る街 / 冬のダイヤモンド?) (ngày 22 tháng 2 năm 2012)
- "Anata ni Deawa Nakereba: Kasetsu Toka" / "Hoshikuzu Venus" (あなたに出会わなければ～夏雪冬花～/星屑ビーナス?) (あなたに出会わなければ～夏雪冬花～/星屑ビーナス?) (ngày 15 tháng 8 năm 2012)
- "RE:I AM" / "Hoshi no Kieta Yoru ni" / "Kyo Kara Omoide" (?) (ngày 20 tháng 3 năm 2013)
- "StarRingChild" / "Even Heaven" / "Mine" (?) (ngày 21 tháng 5 năm 2014)
- "broKen NIGHT / holLow wORlD" (?) (ngày 17 tháng 12 năm 2014)
- "Brave Shine" (ngày 3 tháng 6 năm 2015)
- "ninelie" (ngày 11 tháng 5 năm 2016)
- "insane dream/us" (July 6th, 2016)

### Đĩa đơn kĩ thuật số
- "Rokutosei no Yoru" (TV Size) (六等星の夜) (ngày 7 tháng 9 năm 2011)
- "Re:pray" (TV Size) (ngày 30 tháng 11 năm 2011)
- "Hoshikuzu Venus"|星屑ビーナス (ngày 11 tháng 5 năm 2012)
- "L-O-V-E" (ngày 12 tháng 12 năm 2012)
- "Refrain ga Sakenderu" (リフレインが叫んでる) (ngày 19 tháng 12 năm 2012)
- "Nemuri no Mori" (眠りの森) (ngày 14 tháng 8 năm 2013)
- "Kimi wo Matsu" (君を待つ) (ngày 22 tháng 2 năm 2015)

### Soạn nhạc/Khác
- No.6 Original Soundtrack (#19 Rokutosei no Yoru (TV SIZE))" (ngày 21 tháng 9 năm 2011)
- Bleach Best Trax (#8 Re:pray) (ngày 15 tháng 4 năm 2012)
- "Natsuyuki Rendezvous" Original Soundtrack (#35 Anata ni Deawa Nakereba ~Kasetsu Toka~ (TVsize)) (ngày 24 tháng 10 năm 2012)
- "See More Glass" by Galileo Galilei (#3 Banana Fish to Hamabe to Kuroi Niji with Aimer) (ngày 1 tháng 10 năm 2014)
- "Sea and The Darkness" by Galileo Galilei [#5 Bed / Love Song (ベッド) (Feat. Aimer)] (ngày 27 tháng 1 năm 2016)